# Marco Villa
Marco Villa (nascido em 8 de fevereiro de 1969) é um ex-ciclista italiano, profissional de 1994 a 2004, se destacando especialmente em competições de pista, onde obteve suas maiores conquistas. Nos Jogos Olímpicos de Sydney 2000, conquistou a medalha de bronze na prova de madison, competindo pela Itália. Na perseguição por equipes, ele terminou em décimo primeiro lugar.